# Tichilești (Tulcea)
Tichilești ist ein Dorf im Kreis Tulcea in der Region Dobrudscha im Donaudelta in Rumänien. Der Ort gehört zu dem Verwaltungsgebiet der Stadt Isaccea. Hier befindet sich eine der letzten Kliniken für Leprakranke in Europa.

## Lage
Tichilești liegt im Nordwesten des Kreises Tulcea zwischen Galați und Tulcea.

## Nachbarorte
| Luncavița | Rachelu                                     | Revărsarea |
| Măcin     | Kompassrose, die auf Nachbargemeinden zeigt | Isaccea    |
| Greci     | Nifon                                       | Niculițel  |

## Geschichte

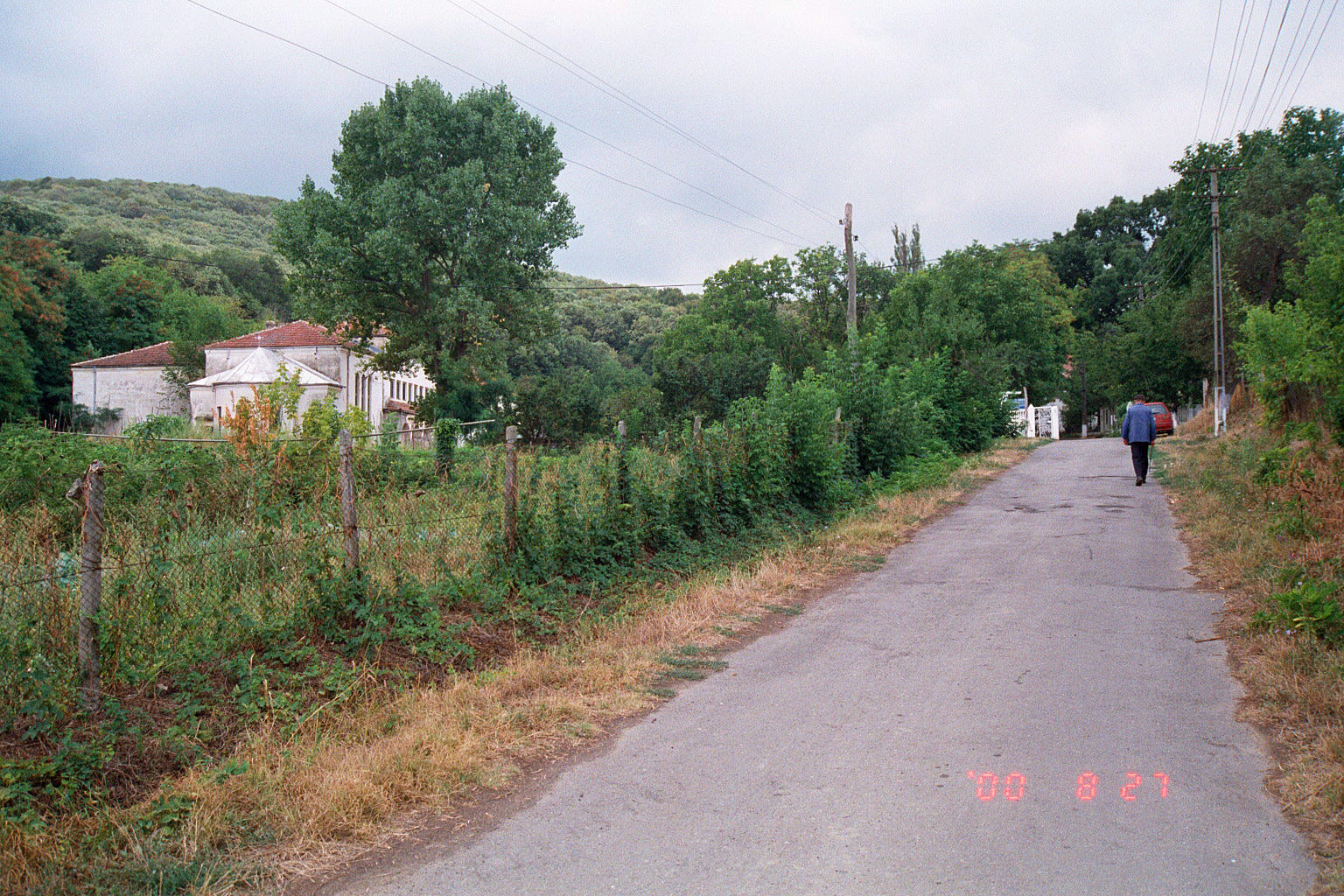
Zugang zum Leprakrankenhaus

Tichilești war zunächst ein Kloster, das sich in einem nichtinstitutionellen Rahmen um Aussätzige kümmerte. Das im Jahr 1900 offiziell gegründete Leprosorium wurde von den Bulgaren aufgelöst, als sie die Region Dobrudscha übernahmen. Seit 1929 leben hier Aussätzige aus ganz Rumänien. Beinahe 200 Insassen waren es anfangs, 1999 waren es noch 27, 2011 19. Es gibt eine Kirche, eine Kapelle und eine Art Dorfplatz. Ein Arzt und Krankenschwestern betreuen die noch verbliebenen Kranken. In Zusammenarbeit mit dem Landkreisrat in Tulcea wurde innerhalb des Leprakrankenhauses ein Altersheim eröffnet.
Bis 1989 waren die Aussätzigen im öffentlichen Leben Rumäniens nicht existent. Das Regime von Nicolae Ceaușescu meldete Jahr für Jahr an die Statistiker der Weltgesundheitsorganisation (WHO) die Lepra-Quote Null. Die Krankheit der Armen, der Mangelernährten, der auf engem Raum von verschmutztem Wasser Lebenden, hätte schlecht zur Propaganda vom sozialistischen Paradies im Reich Ceausescus gepasst. Sie wurde totgeschwiegen. Heute ist Tichilești eines der letzten Leprosorien Europas.